# Czesław Lissowski
Czesław Lissowski (ur. 13 stycznia 1895 w Zasadkach, zm. 15 listopada 1942 w Dachau) – polski ksiądz katolicki, kapelan Wojska Polskiego II RP, działacz społeczny, historyk.

## Życiorys
Urodził się w rodzinie Franciszka i Marianny Michaliny z Rykaczewskich. Ojciec Czesława, rządca majątku, umieścił synów w zakupionym domku w Skępem, gdzie pod opieką dziadków pobierali naukę. W 1908 Czesław ukończył tamtejszą szkołę powszechną i podjął naukę w Seminarium Nauczycielskim w Wymyślinie, które ukończył z wyróżnieniem. W czasie pobytu w Wymyślinie prowadził intensywne samokształcenie w zakresie polskiej literatury i historii, zakazanych w programach szkolnych przez władze carskie.
Pierwszą pracę w charakterze wiejskiego nauczyciela podjął w Gołkowie k. Świedziebni na granicy ówczesnego zaboru rosyjsko-pruskiego. Tam przez dwa lata uczył dzieci, zyskując opinię dobrego pedagoga i wychowawcy. Po dwóch latach, w 1915 za namową ówczesnego proboszcza rypińskiego, ks. kanonika Stanisława Gogolewskiego, wraz z trzema kolegami z seminarium wymyślińskiego, rozpoczął naukę w liceum diecezjalnym przy Seminarium Duchownym w Płocku. Po uzyskaniu świadectwa dojrzałości, wstąpił do tamtejszego seminarium. 19 maja 1923 otrzymał święcenia kapłańskie i niebawem objął wikariat w Czyżewie-Blichowie w dekanacie bodzanowskim.
Duchowy opiekun młodego kapłana, ksiądz S. Gogolewski po dwóch miesiącach spowodował jego przeniesienie i powierzył mu obowiązki wikariusza i prefekta gimnazjum w Rypinie. Od tego czasu ks. Lissowski był pomocnikiem w pracy duszpasterskiej rypińskiego dziekana. Lissowski pomagał przy budowie Domu Katolickiego (obecnie domu kultury) w Rypinie, jednocześnie przez siedem lat piastował mandat radnego miejskiego, był kapelanem w miejscowym szpitalu oraz straży pożarnej.
1 września 1927 prezydent RP przeniósł go z pospolitego ruszenia do rezerwy duchowieństwa wojskowego z równoczesnym mianowaniem kapelanem rezerwy w duchowieństwie wojskowym wyznania rzymsko-katolickiego ze starszeństwem z dniem 1 stycznia 1927 i 169. lokatą.
Pełnił także obowiązki prefekta szkolnego. Był pedagogiem lubianym przez uczniów i rodziców. Pomagał materialnie mniej zamożnej młodzieży, płacąc za nią czesne. Kiedy w lipcu 1932 Rypin utracił szkołę średnią, podjął starania o jej ponowne uruchomienie. W tym celu z początkiem 1938 rozpoczął prace organizacyjne. Powołał komitet budowy gimnazjum, a na zwołanym w Domu Katolickim zebraniu mieszkańców miasta powołał Towarzystwo Szkoły Średniej w Rypinie i przeprowadził wybór jego zarządu złożonego z dziewięciu dawnych wychowanków rypińskiego gimnazjum. Działalność komitetu spotkała się z życzliwością ówczesnego burmistrza miasta, Józefa Budzanowskiego i miejscowych działaczy samorządowych. Ks. Lissowski był organizatorem działań przy budowie budynku gimnazjum, a także jałmużnikiem przy zbieraniu środków pieniężnych na ten cel. Gdy miejscowi ziemianie, a także Wydział Powiatowy i Sejmik, odmówili pomocy, Lissowski zwrócił się o pomoc do społeczeństwa ziemi dobrzyńskiej i duchowieństwa dekanatu rypińskiego. Już w pierwszych dniach po apelu otrzymał zadeklarowaną sumę 25 tys. zł. Na budowę gimnazjum przeznaczył także własne dochody, zaciągnął także na ten cel prywatną pożyczkę w miejscowym banku spółdzielczym.
Od kwietnia do sierpnia 1938, ks. Lissowski wybudował główne skrzydło gmachu rypińskiego gimnazjum. 1 września 1938, po sześciu latach przerwy, uruchomiono szkołę. W tym dniu Lissowski przedstawił projekt dalszej rozbudowy zespołu budynków szkoły średniej w Rypinie, do którego realizacji przystąpiono wiosną 1939. Uzyskano potrzebne uprawnienia i dwa etaty nauczycielskie na koszt Skarbu Państwa. Wybuch II wojny światowej uniemożliwił realizację tych planów.
Ks. Lissowski poza działalnością duszpasterską i społeczną zajmował się zbieraniem i opracowywaniem materiałów dotyczących historii regionu. Zgromadził i pozostawił znaczny dorobek naukowy, obejmujący 18 pozycji bibliograficznych. W 1938 wydał książkę pt. Powstanie styczniowe w ziemi dobrzyńskiej. Publikował ją także na łamach „Głosu Mazowieckiego”. W swojej pracy badawczej wiele czasu poświęcał zbieraniu materiałów historycznych do opisu parafii w dekanacie rypińskim. W 1933 wydał monografię kaplicy-kościółka pod wezwaniem Przenajświętszej Rodziny w Studziance, a w 1935 powieść Franciszka S. Dmochowskiego pt. Przekleństwo matki. Razem z T. Sadkowskim napisał szkic historyczny miasta Rypina. Z dorobku naukowego ks. Lissowskiego pozostały także rękopisy monografii Rypina i Sadłowa. Wiele jednak prac i artykułów w rękopisie uległo zniszczeniu w czasie wojny. Ks. Lissowski prowadził także działalność popularyzatorską. Wygłaszał liczne prelekcje i organizował spotkania dyskusyjne.
W sierpniu 1939 powołany został do wojska i wziął udział w kampanii wrześniowej. Pełnił posługę kapelana 4 pułku strzelców konnych. Po klęsce armii polskiej wraz z innymi kapelanami WP został internowany w więzieniu w Łęczycy. Organizował tam i prowadził działalność duszpasterską. W październiku 1939 w czasie nabożeństw różańcowych tymczasowa kaplica więzienna wypełniała się po brzegi jeńcami. Około 15 października tego samego roku przez Łódź, Pabianice i Kępno więźniowie z Łęczycy zostali wywiezieni do Wrocławia, a stamtąd do Oflagu VII B w Eichstätt na terenie Bawarii. Tam także ks. Lissowski zorganizował parafię obozową i urządził kaplicę. Wraz z ks. Kazimierzem Krzyżanowskim, prefektem ze Skrwilna odprawiał Msze Święte, umożliwiając jeńcom korzystanie ze spowiedzi i komunii świętej.
W czasie pobytu w oflagu ks. Lissowski nie tracił woli wytrwania. Mimo pogłębiających się dolegliwości żołądka, zawsze był pełen nadziei i „optymistycznymi wiadomościami” pocieszał jeńców. Snuł także plany dalszej rozbudowy szkoły i zamiany jej na gimnazjum państwowe. W jednym z listów do ks. dra Wacława Jezuska z Płocka pisał: „Gdy wrócę do mego Rypina, dokończę budowę swego gimnazjum”.
9 grudnia 1939 został skierowany do Oflagu IX C w Rottenburgu nad Fuldą, gdzie spotkał prawie wszystkich kapelanów wojskowych. Przebywał tam do połowy kwietnia 1940. Po zwolnieniu przez władze wojskowe, wraz z innymi duchownymi został następnie zatrzymany przez Gestapo w Kessel i wywieziony do obozu koncentracyjnego w Buchenwaldzie. Tam, jak napisał ks. K. Krzyżanowski, księży pozbawiono „munduru i brewiarza oraz mszy świętej i kaplicy. W ciągu tego czasu przeżywaliśmy wszystkie okropności życia obozowego, godzinami trwające apele w mroźnej mgle i wietrze, nie będąc pewni życia, ni dnia, ni godziny”. Po pewnym czasie księży skierowano do ciężkiej pracy. W tym momencie przyszło osłabienie fizyczne i załamanie psychiczne ks. Czesława. Jedynie „modlitwa była mu wtedy pokrzepieniem, a odmawiał ją, jak wielu księży kapelanów, na pięciu paciorkach różańca zrobionego ze znalezionego sznurka”.
W początku lipca 1942 ks. Lissowski wraz z innymi kapelanami i grupą tzw. inwalidów został skierowany do niemieckiego obozu koncentracyjnego w Dachau. Drogę do obozu przebył w szczelnie zaciemnionym bydlęcym wagonie. Z kraju dochodziły do niego tragiczne wiadomości. W liście do brata, Kazimierza, prosił o przysłanie garnituru. Skierował także kartkę do dr F. Dłutka. Wysłana przez tego ostatniego paczka doszła już za późno. Wyczerpanie fizyczne spowodowało, że po kolejnym przeglądzie lekarskim, w stanie beznadziejnym ks. Lissowski trafił do obozowego szpitala. Zmarł 15 listopada 1942 na bloku nr 7, nosząc numer obozowy 31220.

Ks. Kazimierz Krzyżanowski: W kilka dni położono mnie w szpitalu jako chorego, na tym samym łóżku, na którym zmarł śp. ks. Czesław. Nie danym mi było pójść za jego trumną, choć mu byłem tak bliskim, choć wspólne cierpienie i niedola obozowa tak mocno nas złączyły węzłem braterskiej przyjaźni.

Ks. Czesław Lissowski nie ma swojego grobu. O jego zasługach dla miasta nad Rypienicą przypominają pamiątkowe tablice w Kościele św. Trójcy oraz Liceum Ogólnokształcącym (obecnie Zespół Szkół nr 1) w Rypinie. Jego imię nosi jedna z ulic w tym mieście.